# Asier Córdoba
Asier Córdoba Querejeta (Bilbao, Vizcaya, 31 de marzo de 2000) es un futbolista español que juega en la demarcación de extremo para el Sestao River Club de la Primera Federación.

## Biografía
Asier llegó a las categorías inferiores del Athletic Club en 2010. En 2018 dio el salto al Bilbao Athletic sin haber debutado con el C. D. Basconia. Tras dos temporadas en el filial rojiblanco, en julio de 2020, firmó con el C. A. Osasuna para incorporarse a su filial. El 15 de diciembre de 2020 debutó con el C. A. Osasuna en un encuentro de Copa del Rey frente a la U. D. Tomares (0-6).
El 9 de julio de 2021 firmó un contrato de una temporada con la A. D. Alcorcón. Medio año después, el 31 de enero de 2022, se fue a la S. D. Logroñés tras haber jugado diez partidos en Segunda División.
El 24 de junio de 2022 se comprometió con el F. C. Den Bosch neerlandés por dos años. Estuvo menos de una temporada, ya que, tras haber anotado un gol en trece encuentros en los Países Bajos, regresó el 8 de enero a la S. D. Logroñés. Allí completó la campaña antes de jugar las siguientes en el Real Unión Club y el Sestao River Club.

## Selección nacional
En septiembre de 2016 disputó dos amistosos con la selección española sub-17, logrando un gol ante San Marino.

## Clubes
| Club              | País         | Año       |
| ----------------- | ------------ | --------- |
| Bilbao Athletic   | España       | 2018-2020 |
| C. A. Osasuna "B" | España       | 2020-2021 |
| A. D. Alcorcón    | España       | 2021-2022 |
| S. D. Logroñés    | España       | 2022      |
| F. C. Den Bosch   | Países Bajos | 2022-2023 |
| S. D. Logroñés    | España       | 2023      |
| Real Unión Club   | España       | 2023-2024 |
| Sestao River Club | España       | 2024-     |

## Vida personal
Sus hermanos Aitor (1995) e Íñigo (1997) también son futbolistas profesionales.